# Chartres ASTT
Die Association Sportive de Tennis de Table de Chartres (Chartres ASTT) ist ein französischer Tischtennisclub in Chartres, der seit 2009 in der höchsten französischen Spielklasse, der Pro A, spielt. Zu den größten Erfolgen zählen der viermalige Gewinn der französischen Meisterschaft, der Gewinn des ETTU Cups 2011 und der Champions-League-Finaleinzug 2013.

## Geschichte
| Kader der ersten Mannschaft | Kader der ersten Mannschaft | Kader der ersten Mannschaft | Kader der ersten Mannschaft | Kader der ersten Mannschaft | Kader der ersten Mannschaft |
| --------------------------- | --------------------------- | --------------------------- | --------------------------- | --------------------------- | --------------------------- |
| 2009/10                     | Gao                         | Éloi                        | Vlotinos                    | Jover                       |                             |
| 2010/11                     | Gao                         | Éloi                        | Vlotinos                    | Gerell                      |                             |
| 2011/12                     | Gao                         | Éloi                        | Gardos                      | Gerell                      |                             |
| 2012/13                     | Gao                         | Éloi                        | Gardos                      | Gerell                      |                             |
| 2013/14                     | Gao                         | Éloi                        | Gardos                      | Gerell                      |                             |
| 2014/15                     | Gao                         | Éloi                        | Gardos                      | Gerell                      |                             |
| 2015/16                     | Gao                         | A. Robinot                  | Gardos                      | Gerell                      | J. Monteiro                 |
| 2016/17                     | J. Monteiro                 | A. Robinot                  | Gardos                      | Gerell                      |                             |
| 2017/18                     | Lorentz                     | A. Robinot                  | Gardos                      | Gerell                      |                             |
| 2018/19                     | Lorentz                     | A. Robinot                  | Ishiy                       | Picard                      |                             |

Der Verein ging 2003 aus den ASEG Chartres und Chartres TT hervor. Chartres ASTT spielte zuerst in niedrigeren Ligen, bevor 2008/09 der Aufstieg aus der Pro B gelang. Schon in der zweiten Erstligasaison erreichte man den zweiten Platz der Pro A und gewann den ETTU Cup. In den folgenden drei Jahren – 2012 bis 2014 – gewann Chartres jeweils die französische Meisterschaft, erreichte zudem einmal das Halbfinale und einmal sogar das Endspiel der Champions League. Dort verlor der Verein das Hinspiel mit 1:3 gegen Gazprom Fakel Orenburg, konnte dafür jedoch das Rückspiel mit 3:1 für sich entscheiden. Allerdings war nicht nur das Spiel-, sondern auch das Satzverhältnis mit 16:16 ausgeglichen, wodurch das Punkteverhältnis entscheiden musste. Mit 316:312 Bällen ging der Titel an Orenburg. 2013/14 gewann Chartres in der Gruppenphase der Champions League zwar alle Spiele, wurde jedoch disqualifiziert, weil Topspieler Gao Ning regelwidrig auch in der chinesischen Liga angetreten war.
2015 erreichte Chartres nur den dritten Platz in der französischen Liga und schied in der Champions League im Halbfinale aus, 2016 folgten eine weitere Vizemeisterschaft und in der Champions League das Aus im Viertelfinale. 2017 sicherte sich Chartres den vierten Meistertitel.

## Erfolge
Champions League
- Zweiter: 2013
- Halbfinalist: 2012, 2015

ETTU Cup
- Sieger: 2011
- Zweiter: 2018

Französische Meisterschaft
- Meister: 2012, 2013, 2014, 2017
- Vizemeister: 2011, 2016
- Dritter: 2015